# Drosanthemum capillare
Drosanthemum capillare là một loài thực vật có hoa trong họ Phiên hạnh. Loài này được (L.f.) Schwantes mô tả khoa học đầu tiên năm 1927.